# 尼罗州
尼羅州（阿拉伯语：انهر الني）是苏丹的一个州，位於該國北部，北鄰埃及，尼羅河流經。面积122,123平方千米，人口為1,027,534人（2006年），首府达迈尔，以北為全省最大城市阿特巴拉。